# Mehrwertrate
Die Mehrwertrate (auch Mehrwertsrate) bezeichnet in der Kritik der politischen Ökonomie von Karl Marx das Verhältnis zwischen dem Mehrwert {\displaystyle m} und dem variablen Kapital {\displaystyle v}. 
{\displaystyle {\text{Mehrwertrate}}={\frac {m}{v}}}
Insofern sie das Verhältnis der Mehrarbeit zur notwendigen Arbeit angibt, ist die Mehrwertrate nur ein Ausdruck der Ausbeutungsrate (auch Exploitationsgrad der Arbeit): Sie gibt das Verhältnis zwischen dem Teil des Arbeitstages an, den ein Lohnarbeiter für sich selbst, und dem Teil, in dem er für den Kapitalisten arbeitet. Angenommen, ein Arbeiter produziert in einem achtstündigen Arbeitstag in den ersten zwei Stunden das Äquivalent für seinen Arbeitslohn, dann produziert er in den übrigen sechs Stunden den Mehrwert seines Kapitalisten. Die Formel stellt sich hier dar als:
{\displaystyle {\text{Mehrwertrate}}={\frac {\text{6 Stunden Mehrarbeit}}{\text{2 Stunden notwendige Arbeit}}}}
In dieser Form lässt sich jedoch auch der Exploitationsgrad eines römischen Sklaven oder eines mittelalterlichen Leibeigenen messen. Das Verhältnis m/v ist die bestimmte historische Form, in der der Exploitationsgrad der Arbeit im Kapitalismus erscheint.
In der bürgerlichen Wirtschaftswissenschaften wird gewöhnlich nicht mit der Mehrwertrate, sondern mit der Lohnquote argumentiert. 
In marxistischen Symbolen ausgedrückt:
{\displaystyle {\text{Lohnquote}}={\frac {v}{m+v}}}
Die Lohnquote ist der Anteil des Lohnes („Arbeitnehmerentgelt“), des variablen Kapitals {\displaystyle v}, am Neuwert {\displaystyle m+v}. Marx hielt diese Art der Darstellung für falsch, weil sie eine Art Aufteilung eines „gemeinsam“ erwirtschafteten Einkommens auf „Arbeit“ und „Kapital“ nahelegt. 